# Monstro do lago de Vã
O monstro do Lago de Vã (em turco: Van Gölü Canavarı; em armênio: Վանա լճի հրեշ; romaniz.: Vana lči hreš; em curdo: Cinawirê Gola Wanê) é um monstro do lago que supostamente vive no lago de Vã, no leste da Turquia.

## História
Os cronistas armênios Moisés de Corene e Ananias de Siracena escreveram sobre vixapes (dragões aquáticos na mitologia armênia) vivendo no lago de Vã. De acordo com a lenda, o deus Vaagênio, o Vixapacal ("ceifador de vixapes"), mergulharia no lago de Vã para arrastar qualquer vixape que tivesse crescido o suficiente para devorar o mundo. O estudioso James Robert Russell considera que esta lenda é uma adoção armênia dos mitos urartitas sobre o combate do deus Teispas com o monstro aquático Ulicumi. Russell considera que, no período moderno, os armênios da bacia do Vã se refeririam às tempestades repentinas que surgem no lago como "vento de dragão" (em armênio: վիշապ քամի; romaniz.: višap kami).
Uma história no jornal otomano Saadet de 29 de abril de 1889 relatou que uma criatura arrastou um homem para o lago de Vã. Após relatos do incidente, o governo otomano enviou um grupo oficial de pesquisa científica ao lago que não conseguiu localizar a criatura. Russell descarta uma conexão entre a crença deles sobre as visões do lago e os avistamentos de uma criatura do lago na década de 1990, considerando que qualquer crença popular entre a população curda provavelmente será mais afetada por histórias sobre monstros do lago na cultura popular ocidental do que por quaisquer tradições armênias sobreviventes. Ele também relata que os curdos que conheceu em Vã em 1994 e 1997 consideraram a história do monstro do lago uma "manobra comercial e uma farsa". Os céticos apontam que a região se beneficiaria das receitas turísticas e que uma farsa poderia atrair visitantes.